# Boeing 747-200
De Boeing 747-200 is de verbeterde versie van het vliegtuigtype Boeing 747-100. De eerste bestelling werd op 19 december 1968 door de Koninklijke Luchtvaart Maatschappij (KLM) geplaatst. De roll-out van dit type was op 10 september 1970. De eerste vlucht op 11 oktober 1970. Het eerste exemplaar voor de KLM, de PH-BUA met de naam Mississippi, werd afgeleverd op 15 januari 1971. Dit toestel werd op 25 november 1973 door drie Palestijnen gekaapt en in 1996 gesloopt. Een andere Boeing 747-200 van de KLM, de PH-BUK, is tegenwoordig te zien in het Nederlandse Luchtvaartmuseum Aviodrome.
De Boeing 747-200 werd ook gebruikt voor het vervoer van een vliegtuigmotor. Deze hing dan aan een van de vleugels, dicht bij de romp, maar had geen functie. Op de plaats van bestemming kon deze vijfde motor er weer afgehaald worden. Deze motoren werden soms bij reguliere passagiersvluchten meegenomen, bijvoorbeeld als een motor defect was en voor reparatie naar de plaats moest waar dat vliegtuig naartoe ging. Het was feitelijk een deel van de vracht die het vliegtuig vervoerde.
In de jaren 80 werd de Boeing 747-200 opgevolgd door de Boeing 747-300, die een stuk minder populair was, er werden van de 300-variant slechts 81 gebouwd, terwijl van de 200-versie uiteindelijk bijna 400 stuks zijn gebouwd. Wel zijn enkele Boeing 747-200's tot een -300 omgebouwd, waaronder tien 747-200's uit de KLM-vloot. In 1989 was de productie van de Boeing 747-400 al begonnen, deze opvolger werd wel een succes.
De laatste 747-200 (de VC-25A) werd in december 1990 afgeleverd aan de United States Air Force. De laatste 747-200F werd november 1991 afgeleverd aan Nippon Cargo Airlines.

## Typen
Er zijn zes Boeing 747-200-typen geproduceerd.
- 747-200, de normale passagiersversie
- 747-200B, Better, de verbeterde passagiersversie.
- 747-200SUD, StretchedUpperDeck, een passagiersversie waarbij het bovendek is verlengd.
- 747-200F, Freighter, de normale vrachtversie.

- 747-200C, Convertible, een vliegtuig dat als vracht- en passagiersvliegtuig kan worden gebruikt.
- 747-200M, Mixed, een versie waarbij het toestel als vracht- en passagiersvliegtuig tegelijk dient.

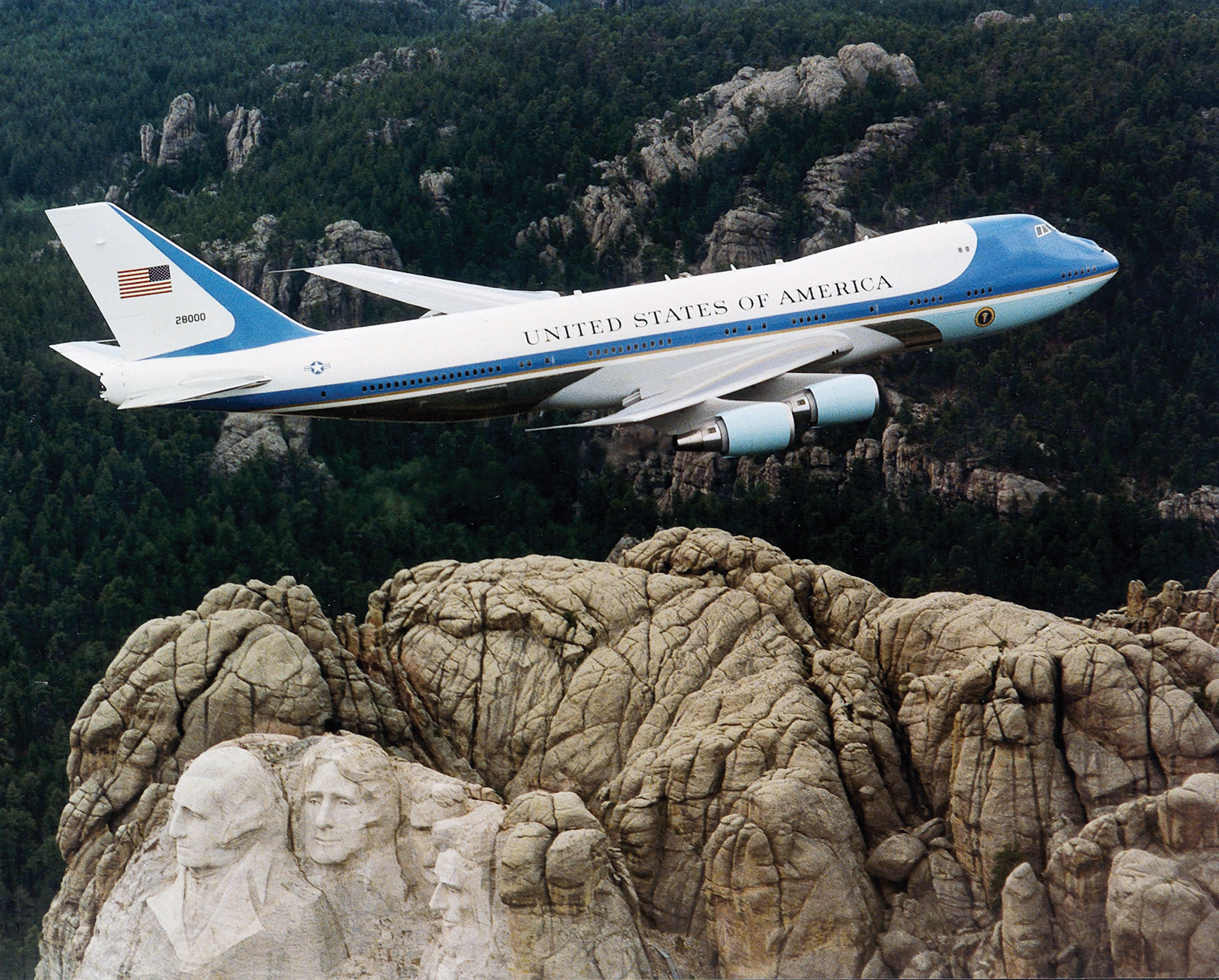
De VC-25 (alias Air Force One) vliegt over Mount Rushmore

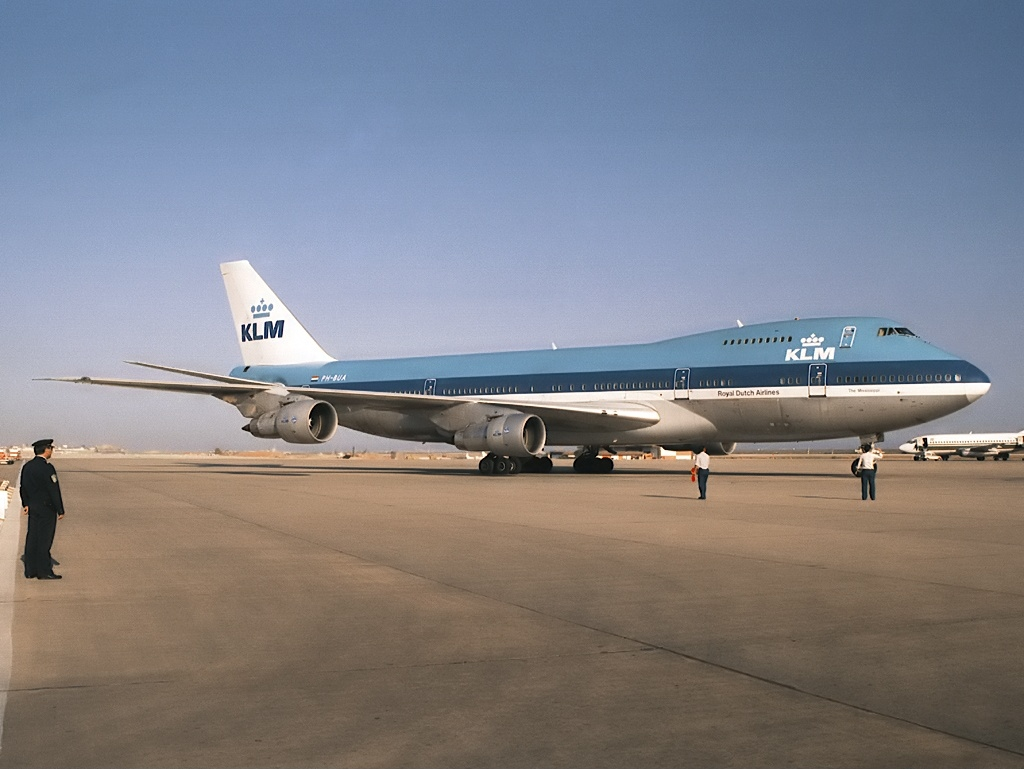
Boeing 747-200, PH-BUA, KLM, in Faro (LPFR), Portugal